# Ancistria tarsalis
Ancistria tarsalis là một loài bọ cánh cứng trong họ Passandridae. Loài này được Waterhouse miêu tả khoa học năm 1876.